# Forts en tête
Forts en tête était un jeu télévisé de la RTBF programmé en direct le mardi soir entre 1997 et 2005.

## L'émission
Présenté par Jacques Mercier accompagné d'Armelle entre 1997 et 2001 et de Barbara Louys entre 2001 et 2005, ce jeu télévisé était produit par le centre de production de la RTBF Charleroi dans un studio avec public. Il mettait en concurrence deux candidats qui s'affrontaient sur des questions relatives au thème de la soirée.
Chaque thème concernait la Belgique au travers d'une commune, d'une région, d'un endroit précis ou d'une activité et était illustré par des séquences filmées. Les téléspectateurs pouvaient intervenir en direct par téléphone et gagner un prix.
L'émission était souvent ponctuée de fous-rires émanant des présentateurs.